# 美国的编号公路
美国的编号公路由四个主要部分组成：州際公路、國道、州級公路以及各州内的縣級公路组成。这些公路普遍使用数字来进行标识，并使用不同樣式的公路标志加以区分，如州际公路系统为蓝色盾牌标志，美国国道使用白色盾牌标志，而各州的州级公路和各縣的縣級公路所使用的盾牌标志则风格各异。

## 歷史
1918年，威斯康辛州成為美國第一個為高速公路編號的州，次年密西根州也加入為高速公路編號的行列。1926年，由美國各州公路暨運輸官員協會（AASHO）建立並編號美國國道，在每個州選擇最好的道路，並將這些道路連接起來以打造全國性的聯邦高速公路系統。

## 州際公路
州際公路系統，是一個由美國聯邦政府資助和管理，並由各州維護的高速公路系統。它構成了美國的交通運輸骨幹，數百萬美國人每天依靠它來通勤、長途旅行或載送貨物。州際公路均按照精確標準建造，旨在最大限度地提高高速行駛的安全性和效率。州際公路還包含輔助路線，所有州際公路都是國家公路系統的一部分，而這些路線通常配有一個三位數的路線編號。州際公路系統是一個大型公路網路，被認為對國家的國防、經濟和機動性至關重要。

## 美國國道
美國編號公路是一套較舊的公路系統，主要由在地面上的主幹道組成。美國國道的路線由美國各州公路暨運輸官員協會制定與規劃，並由各州或地方政府來養護。美國國道已逐漸降級為區域或州內的交通路線，因為它們在很大程度上的功能已經被州際公路系統取代，除了在州際公路系統不存在或不發達的地區（尤其是西部）以外，導致部分的美國國道線段被取消或截斷。這些高速公路以前是重要的長途路線，例如21號美國國道和66號美國國道。

## 州級公路
又稱州道、省道（英語：或英語：，簡稱SR）。每個州有各自的州級公路系統，州道的標誌、通行能力和性質各不相同。其中，較繁忙的州道可能會按照州際公路的樣式來建造，以疏通龐大的車流量。
許多州道標誌會以該州的地形、象徵或特色來設計外框，例如其旗幟。其他大多數是矩形或一些常見形狀。州道標誌的默認設計是一個黑白相間的圓形盾牌，這是大多數地圖上標示州道的方式。目前，有五個州在其州道上使用圓形盾牌作為道路標誌——德拉瓦州、愛荷華州、肯塔基州、密西西比州和新澤西州。

### 聯邦地區和領地
哥倫比亞特區和美國領地也有編號的高速公路，但它們的標誌和性質可能與其他州不同。

### 支線
出於特定目的，一些州會有支線系統來輔助州級公路系統。例如德克薩斯州建立了從農場通往市場的道路系統，專門改善進入農村地區的通道。內布拉斯加州擁有銜接道路、支線和休閒道路，可通往小城鎮和州立公園。密蘇里州支線系統旨在提供前往州內大多數農舍、學校、教堂、墓地和商店的通道。

## 縣級公路
又稱縣道、郡道（英語：或英語：，簡稱CR或CH），是美國公路系統中最低級別的公路，並由各縣縣治維護。每個縣道的車流量和外觀型態也有所差距，例如在市區中多為交通便捷的多車道公路，在某些偏遠地區則是泥土路。然而，並不是每個州都有所謂的縣級公路；在路易斯安那州，堂區道路取代了縣級公路，因為該州的縣被稱為堂區。康涅狄格州和羅德島州都沒有縣治，因此也沒有縣級公路。阿拉斯加州也沒有縣，所有道路都由國家、州或市維護。另外，麻薩諸塞州的縣道現在由區域實體管理。
在紐約州和俄亥俄州，每個縣的縣道系統有各式各樣的縣道標誌。